# Linha de Alvsburgo
A Linha de Älvsborg (em sueco: Älvsborgsbanan; LITERALMENTE: Linha de Älvsborg) ou Linha de Alvsburgo [carece de fontes?] é uma via férrea que liga Borås, na Västergötland a Uddevalla, na Bohuslän, passando pelas cidades de Herrljunga e Vänersborg. 

Tem uma extensão de 133 km, em via única, e está completamente eletrificada.

## Itinerário
A linha atravessa as cidades:

- Borås
- Fristad
- Borgstena
- Herrljunga
- Vara
- Håkantorp
- Öxnered
- Vänersborg
- Uddevalla

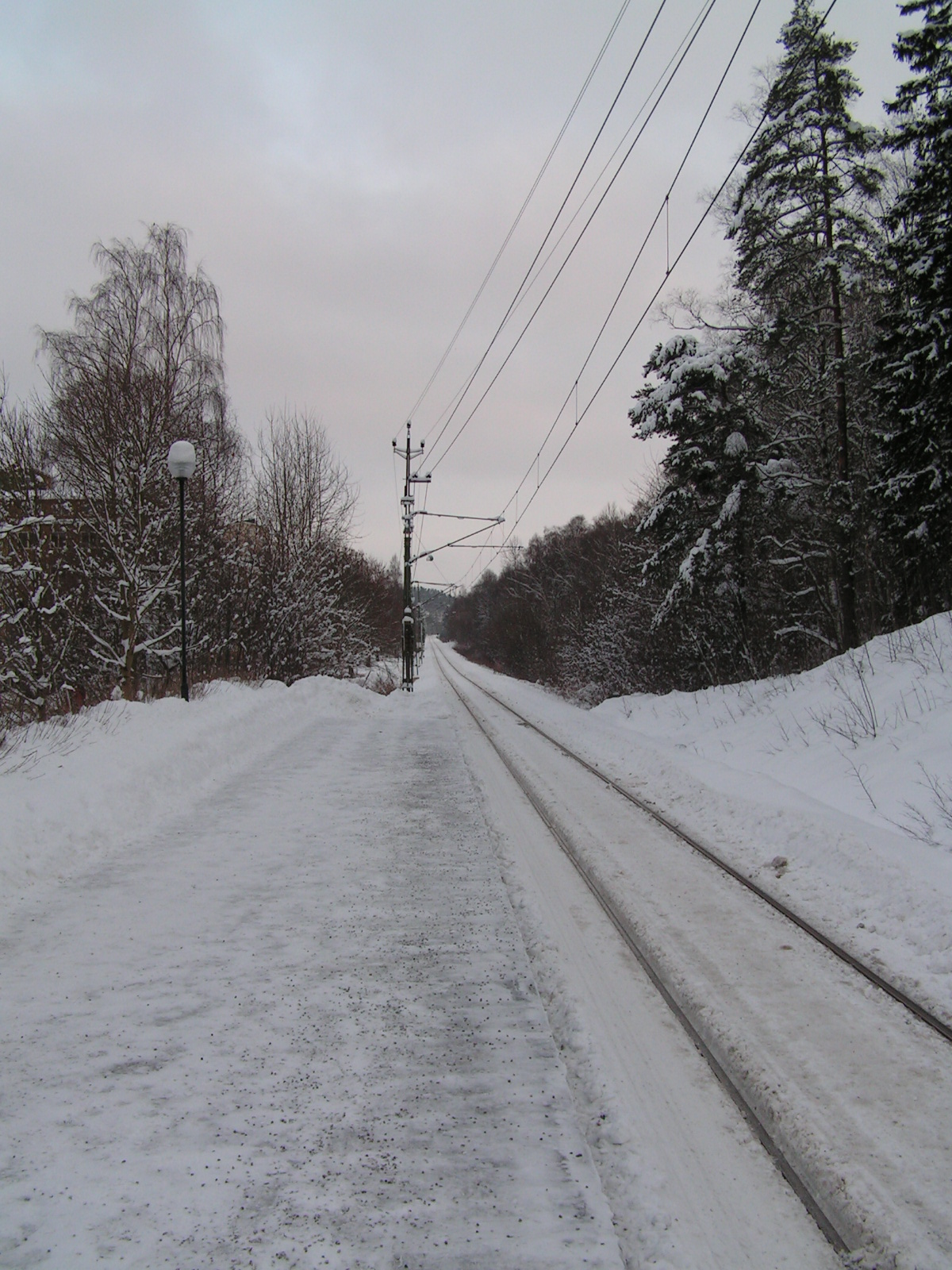
Apeadeiro de Knalleland em Borås
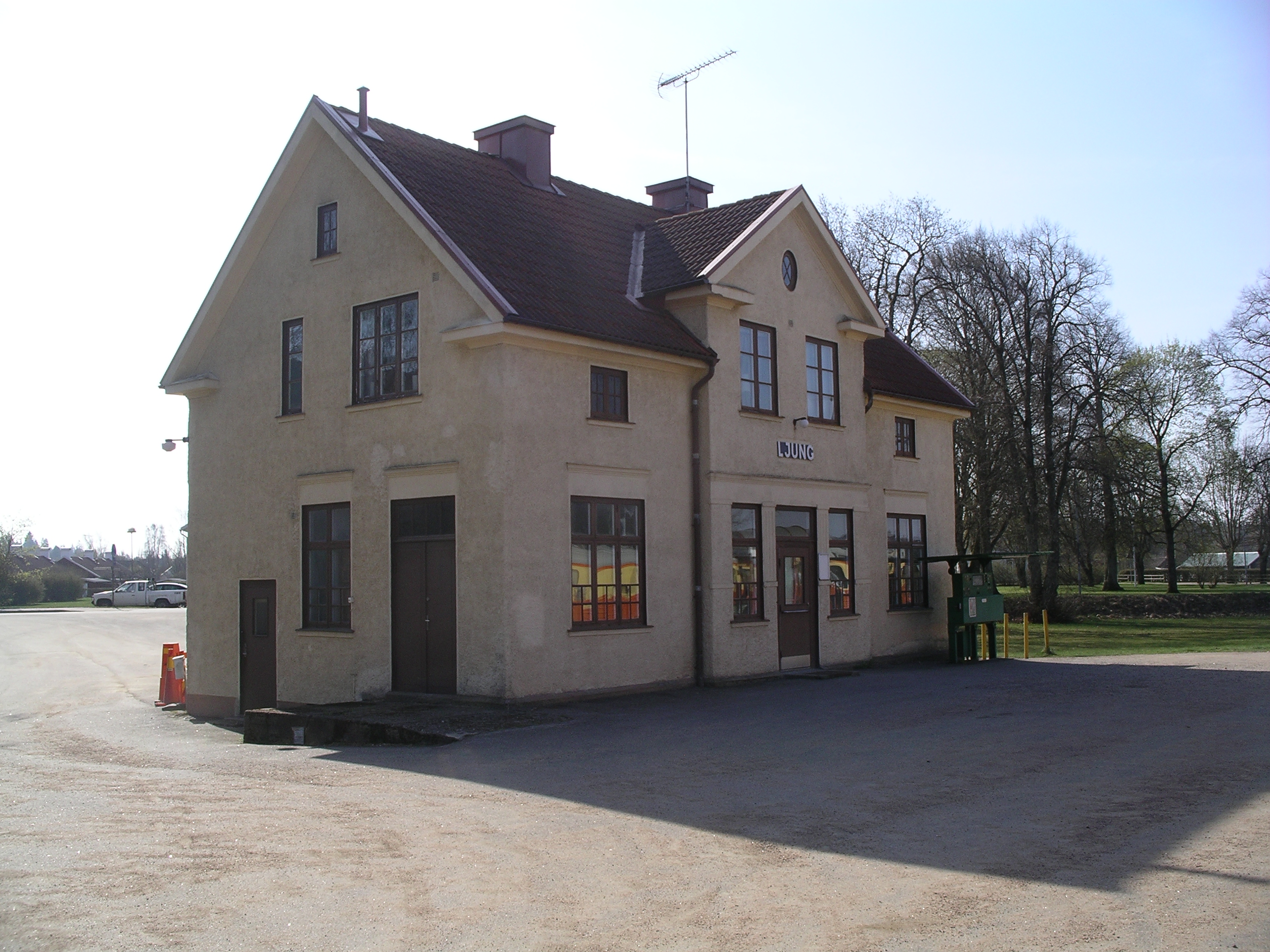
Ljung
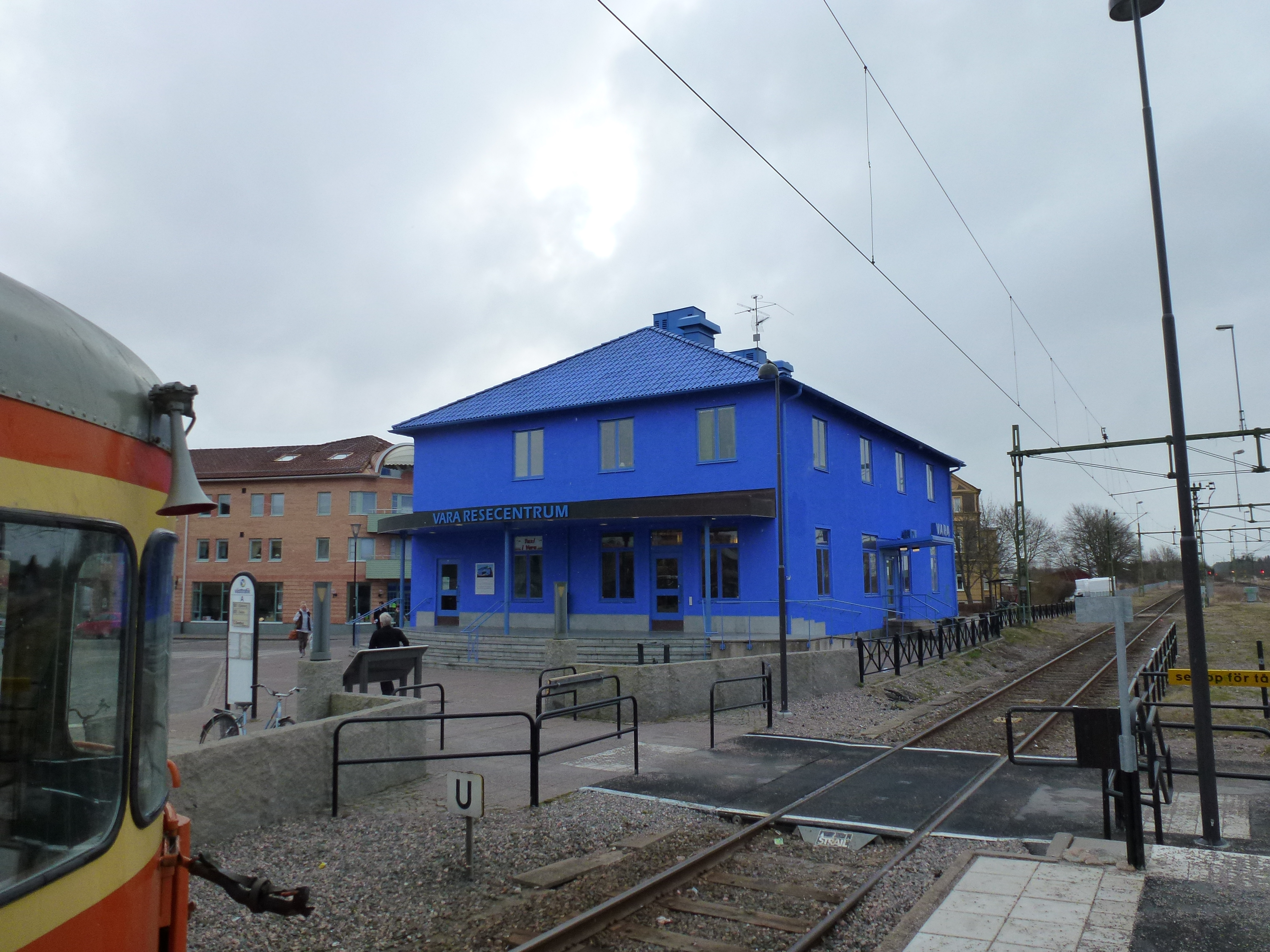
Vara
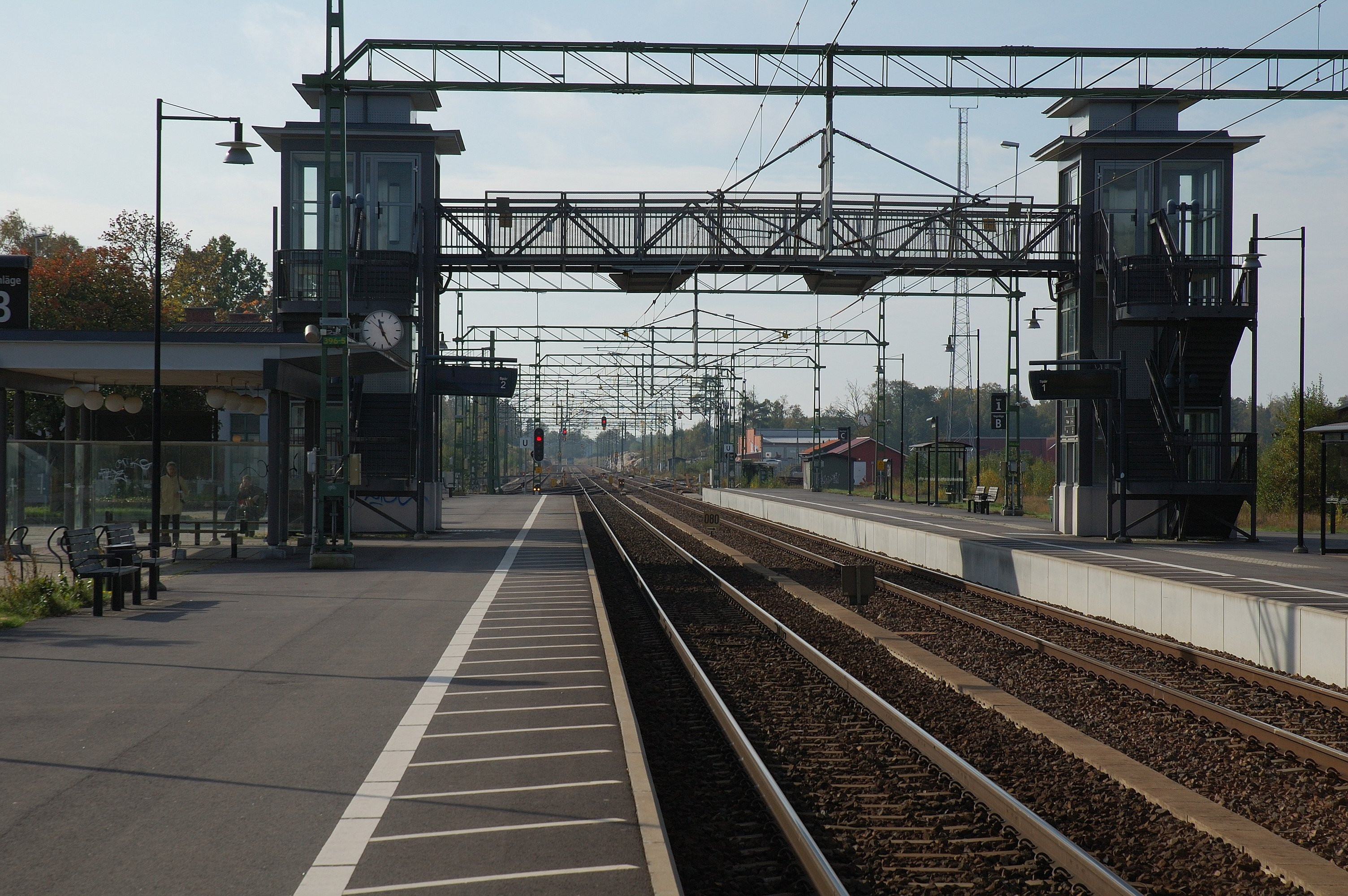
Öxnered